# Пиза (футбольный клуб)
«Спортивный клуб Пи́за» или просто «Пи́за» (итал. Pisa Sporting Club, итал. Pisa) — итальянский футбольный клуб из одноимённого города. С сезона 2025/26 клуб будет выступать в Серии A.
Клуб был основан в 1909 году под названием «Спортивный клуб Пиза» и реорганизован после экономических проблем в 1994 году под названием «Pisa Calcio». В 2009 году он был исключен из итальянского футбола из-за долгов клуба. Летом 2009 года он был вновь создан под наименованием «A.C. Pisa 1909».
«Пиза» выиграла два Кубка Митропы в 1986 и 1988 годах. Проводит свои домашние матчи на стадионе «Арена Гарибальди — Стадио Ромео Анконетани», названном в честь Ромео Анконетани, который возглавлял клуб в Серии А в 1980-х годах. В 2016 году Джузеппе Коррадо купил клуб и запланировал новый стадион Пизы. В январе 2021 года миллиардер Александр Кнастер приобрёл 75 % акций клуба.

## История

### Пиза С. К.
После выхода в Серию B в 1965 году, «Пиза» в течение трёх лет впервые вышла в Серию A. Несмотря на все усилия, клуб покинул Серию A в сезоне 1968/69.
Проведя большую часть 1970-х годов в Серии C, «Пиза» вернулась в Серию B в 1979 году (к тому времени клубом руководил Ромео Анконетани) и уже в 1982 вышла в Серию A. С датским игроком Клаусом Берггреном в числе своих звёзд, «Пиза» сумела занять достойное 11-е место в Серии A с 27 очками и 27 забитыми и пропущенными голами в 30 играх сезона 1982/83. В следующем сезоне команда вылетела в низшую лигу (во время которой было зафиксировано всего 3 победы и 16 ничьих), когда 15 000 болельщиков отправились в Милан на судьбоносную предпоследнюю игру.
В 1985 году команда поднялась в высшую лигу, и казалось, что они способны сохранить своё место в ней, но они проиграли последние три матча и вылетели. Цикл повторился в 1987 году, но команда, в составе которой были игроки как Дунга и Пол Эллиот, сумела остаться в высшей лиге. Последнее продвижение в Серию А было датировано 1990 годом, и благодаря таланту игроков, таких как Маурицио Нери, Микеле Падовано и Ламберто Пьованелли в атаке, а также Диего Симеоне, Хенрик Ларсен и Альдо Дольчетти на поле, команда играла хорошо, находилась на вершине турнирной таблицы, но затем снова упала вниз.
Вылет привёл к значительным финансовым трудностям для клуба, и к 1994 году они проиграли матч плей-офф за вылет и были отправлены в Серию C1.

### Пиза Кальчо
Банкротство привело к переформированию «Пизы» в любительский дивизион, но команда вернулась в Серию C2 в 1996 году, а затем в Серию C1 в 1999 году. С тех пор «Пиза» пыталась выйти в Серию B, что было достигнуто в 2007 году.
В мае 2002 года «Фонд реформы Гюнтера» Маурицио Миана стал владельцем «Пизы». В сезоне 2002/03 в Серии C1 Пиза дошла до финала плей-офф, но уступила в дополнительное время «Альбинолеффе». Президент Маурицио Миана посещал матчи на стадионе «Арена Гарибальди», чтобы поддержать команду. Однажды болельщики конкурирующего клуба «Ливорно» развернули баннер с Маурицио Миана: «Отравленные фрикадельки для Гюнтера». После двух последующих сезонов, закончившихся средними результатами, Миан продал «Пизу» в 2005 году.
В сезоне 2005/06 команда, изначально считавшаяся фаворитом на продвижение, оказалась в постоянной борьбе и избежала вылета в Серию С только после плей-офф в двух драматических региональных дерби против «Массезе». В сезоне 2006/07 с новым наставником Пьеро Браглиа, «Пиза» вернулась в борьбу за место в высшей лиге: «нерадззури» закончили регулярный сезон на третьем месте и в итоге выиграли плей-офф за продвижение, победив «Венецию» в полуфинале и «Монцу» в финале.
На сезон 2007/08 в Серии B, первый за 13 лет, Джан Пьеро Вентура был назначен на пост главного тренера «нерадззури» вместо Браглиа. Несмотря на изначальные прогнозы о среднем или низком месте в таблице, впечатляющие выступления Пизы привели команду к борьбе за непосредственное продвижение, также благодаря линии нападения, состоящей из Алессио Черчи, Хосе Игнасио Кастильо и Витали Кутузов, которые оказались среди лучших в лиге. Клуб закончил регулярный сезон на шестом месте, что дало ему право на участие в плей-офф за продвижение, где позже был побежден «Лечче».
В 2008/09 годах клуб был приобретён римским предпринимателем Лука Помпони, который сначала не смог назначить Алессандро Костакурту на должность главного тренера, и подтвердил на этой должности Вентуру. Клуб, ослабленный уходом Черчи, Кастильо, Кутузова и нескольких других игроков, не смог повторить свои успехи, и Вентура был уволен в марте 2009 года, когда клуб был в середине таблицы. Назначение Бруно Джордано, которое было сделано с целью улучшения результатов команды, оказалось разочарованием в плане результатов, так как «Пиза» медленно теряла позиции в таблице и неожиданно прямо в последней игре сезона была вынуждена вылететь из-за поражения в домашнем матче против «Брешии» в компенсированное время, оставив тосканцев на 18-м месте. Неожиданный вылет также раскрыл ряд серьёзных финансовых проблем, которые помешали клубу зарегистрироваться в Высший дивизион Профессиональной лиги, и в июле 2009 года клуб был исключен Итальянской Футбольной Федерацией второй раз в своей истории.

### Пиза 1909
Пиза была воссоздана под названием A.C. Pisa 1909 S.S.D. (S.S.D. является юридическим суффиксом) и начала выступать в Серии D с новым владельцем. В конце сезона команда выиграла Группу D Серии D и прошла дальше.
12 июня 2016 года «Пиза» вернулась в Серию B после семилетнего перерыва, обыграв «Мачератезе» (3:1), «Порденоне» (3:0 в сумме) и «Фоджу» в двухматчевом плей-офф (5:3 в сумме), однако, на следующий сезон клуб был вынужден вернуться в Серию C, заняв предпоследнее место.

## Цвета и символы

### Цвета
В 1909 году официальными цветами «Пизы» были белый и красный, взятые из герба города. Они продержались всего несколько месяцев, так как в честь победы «Интера» в итальянском чемпионате 1909/10 годов они были заменены чёрным и синими цветами клуба.
С тех пор эти два цвета также стали цветами команды «Пизы» и часто располагались на вертикальных полосах на домашней форме, ширина которых может меняться из сезона в сезон. Тосканский клуб отступил от традиции только в конце 1980-х годов, когда, следуя моде того времени, принял форму рубашки, разделенной пополам тонкими черными и голубыми линиями слева, и голубыми и небесными на правой стороне. Что касается остальной формы, изначально к чёрно-синей майке были подобраны белые шорты, которые позже стали черными или синими в зависимости от необходимости, также как и гетры.
В гостевых комплектах главным образом чередовались исторические цвета начала, то есть белый (с чёрно-синими вставками) и красный. Однако на протяжении десятилетий не прекращались различные цветовые эксперименты, среди которых наиболее заметным был жёлтый цвет. Именно красный и жёлтый цвета исторически связаны с территорией Пизы, поскольку они были взяты соответственно из герба города и провинции.

#### Форма

##### Домашняя
| 2016/17 | 2017/18 | 2018/19 | 2019/20 | 2020/21 | 2021/22 | 2022/23 | 2023/24 | 2024/25 |

##### Гостевая
| 2016/17 | 2017/18 | 2018/19 | 2019/20 | 2020/21 | 2021/22 | 2022/23 | 2023/24 | 2024/25 |

##### Резервная
| 2016/17 | 2017/18 | 2018/19 | 2019/20 | 2020/21 | 2021/22 | 2022/23 | 2023/24 | 2024/25 |

Источники:,

### Официальный символ
Официальными символами, связанными с клубом, являются колокольная башня города и красный флаг с белым крестом патэ, гильзованным и поматованным (обычно называемый «Пизанским» флагом, геральдическим символом города и наследием периода независимости морской республики), или в качестве вторичного эмблемы в сочетании.

### Эмблема
Таким образом, вышеупомянутые символы повторяются на гербах, которые «Пиза» использовала на протяжении десятилетий. Среди самых старых известных примеров:
- Эмблема разделена на чёрные и синие четверти, на которых изображён красный швейцарский щит с белым крестом Пизы в верхней части и надписью «PISA S.C.» в нижней части.
- Эмблема разделена на чёрные и синие четверти, на которых изображён красный швейцарский щит с белым крестом Пизы, с белой каймой, на которой написано PISA SPORTING CLUB и шесть пятиконечных звёзд.
- Круглая эмблема красный с белым крестом Пизы, окруженный двойной чёрной и синей каймой с надписью PISA S.C.
- Круглая эмблема разделена на левой стороне на красный с белым крестом Пизы, а справа на чёрные и синие четверти, окружённый белой каймой с надписью SPORTING CLUB PISA.
- Эмблема чёрная и синий на две трети, с белым верхом, на котором написано S.C. PISA.

«Флаг с „Крестом Пизы“, символом города»

В первые годы деятельности команды, на игровых майках действительно был герб города «как есть», вышитый на груди, без каких-либо особых добавлений. Более того, даже после принятия различных гербов, красно-крестовый щит часто продолжал появляться на форме игроков футбольного клуба «Пиза».
Логотип, принятый в 1980-х годах, во время президентства Ромео Анконетани, также известен: он представлял собой стилизованные дизайны Наклонной башни (окрашенной в чёрный и синий цвета) и Пизанского креста (в красном цвете), вписанные в необычный «щит» с чрезвычайно простыми геометрическими линиями, а имя PISA SC размещалось в левом нижнем углу.
В 1994 году клуб (тем временем распущенный и переоснованный под новым названием) принял новый эмблему: была восстановлена чёрно-синяя палета (дважды обрамленная белым и золотым), внутри которой был помещен сложный дизайн, в котором буквы P и C (акроним компании) переплетались вокруг стилизованного рисунка Наклонной башни (необычно изогнутой влево). Ниже появилось название PISA CALCIO и круглый щит с Пизанским крестом.
Весной 2017 года клуб вновь приобрёл права на использование исторического бренда Pisa Sporting Club. Это не привело непосредственно к официальному изменению наименования, но начиная с сезона 2017/18 клуб стал использовать именно этот бренд в своей корпоративной идентичности. В этом контексте были заказаны несколько предложений по ребрендингу относительно эмблемы, затем представленных на веб-сайте для оценки болельщиками. Выбранный логотип сохраняет овальную форму и восстанавливает базовую геральдику черно-синей полосы: верхняя часть полностью чёрная, чтобы вместить название Pisa Sporting Club, в то время как в центре находится стилизованное изображение наклонной башни, накладываемое на крест Пизы на красном фоне; в нижней части указывается год основания.
С лета 2021 года, после завершения соответствующей бюрократической процедуры, клуб после двадцати семи лет окончательно восстановил своё историческое название — Pisa Sporting Club.

### Маскот
Маскотом «Пизы» является Витуперио — персонификация Башни Пизы (обычно с перекрещенными руками и выглядящая сердитой и угрожающей), одетой в чёрно-синюю игровую майку.
Идея маскота возникла у двух студентов Института искусств города Тосканы и получила название от ругательства, которое упоминается в XXXIII инвективы «Ад» Данте Алигьери в отношении города Пизы.

### Гимн
Исторический гимн команды нерадзурри называется «Pisa come ai vecchi tempi» (Пиза, как в старые времена), исполняется Фунелом и датируется началом 1980-х годов.

## Фанаты
Организованные фанатские группы «Пизы» собираются на северной трибуне «Маурицио Альберти», названном в честь фаната «Пизы», который впал в кому из-за остановки сердца во время поездки в Специю и умер через две недели, 8 февраля 1999 году; в то время как на трибуне «Джанлука Синьорини» находится большая группа неорганизованных фанатов, в основном состоящая из старых ультрас.
Фанаты всегда придерживались крайне левой политической идеологии, вдохновленной культурной историей города. Организованная поддержка «чёрно-синих» также очень вовлечена в социальные вопросы, во время различных матчей года проводятся сборы средств на различные благотворительные инициативы.

### Футбольные дерби в Тоскане
Организованные фан-группы имеют побратимские отношения с фанатами «Виареджо», которые уходят корнями в 1980-е годы. Причины этих связей включают близость двух городов, общие соперничества, а также то, что многие фанаты «Виареджо» симпатизировали «Пизе» в те годы. Также связаны с австрийцами из «Штурм-Граца», немцами из «Карлсруэ» и болельщиками швейцарской хоккейной команды «Амбри-Пиотта». Также было два крепких побратимских отношения с организованными фанатами «Каррарезе» и «Реджаны», оба из которых были длительными, но распались из-за разногласий относительно правил борьбы с насилием, установленных после смерти инспектора Филиппо Рачити 2 февраля 2007 года.
Побратимство с «Реджаной» началось в последний день чемпионата Серии В 1981/82 годах, когда ничья 0:0 позволила «чёрно-синие» перейти в Серию А, а «гранатовые» сохранить свои позиции в Серии В. Ещё одно давнее побратимство было с «Дженоа», которое закончилось в 2004 году после матча между «красно-синими» и «Ливорно», и то же самое было с ультрас «Козенца», отношения побратимства с которыми прервались примерно в 2000-х годов.
Отдельная глава посвящена соперничеству «Пизы» и «Ливорно»: корни этого соперничества начинаются с 1284 года, когда пизанский флот потерпел поражение от генуэзского флота у берегов Ливорно, тогда ещё пизанского порта, среди скал Мелории, обозначавшего начало конца Морской республики. Не прошло и века, как порт Ливорно из небольшого подчиненного порта стал одним из главных портов Тосканы. Дойдя до наших дней, это соперничество никогда не утихало: путешествуя по миру, нередко можно увидеть издевательские лозунги между двумя противоборствующими группировками в самых разных местах. На протяжении многих лет между двумя тифози не было недостатка в жестоких столкновениях, таких как в 1999 году или в 2001 году. Даже Ромео Анконетани, который во время своего президентства высказал четкую идею объединения двух городов под единой командой под названием «Пизорно», вынужден был пересмотреть своё мнение, увидев протесты, возникшие со стороны двух городов. В 2012 году тогдашний премьер-министр Марио Монти предложил объединить различные итальянские провинции, включая Пизу и Ливорно. Даже в этом случае это вылилось в столпотворение протестов и насмешек в двух городах.
Соперничество между «Пизой» и «Фиорентиной» также имеет очень далекие корни, восходящие к средневековью, поскольку два города поддерживали противоборствующие фракции: Пиза — гибеллинов, а Флоренция — гельфов. Более того, Флоренция, центр тосканской экономики, но без морского порта, была вынуждена платить большие налоги пизанцам за морскую торговлю, пока не решила сделать ставку на «Ливорно», минуя «Пизу» и усиливая ненависть между двумя городами. В 2015 году это соперничество вновь всплыло на поверхность после появления новостей о слиянии аэропортов Пизы и Флоренции, что вызвало протесты в Пизе. Как и в случае с дерби с «Ливорно», на протяжении многих лет также происходили различные стычки, особенно в то время, когда «чёрно-синие» выступали в Серии А, несмотря на разницу в составах.
Региональные соперничества, основанные на местной гордости, можно найти практически со всеми оставшимися тосканскими командами, за исключением «Виареджо» и «Каррарезе», но наиболее напряженное, как из-за близости, так и из-за противоположных политических взглядов и глубокой зарытой ненависти между двумя городами, уходящей корнями в средние века, — это с «Луккезе».
За пределами региональных границ, одним из самых ощутимых соперничеств является, с ультрас «Специи», с которыми, в конце 1990-х и начала 2000-х годов, было много контактов, так как они часто играли в одной и той же лиге. Также политические соперничества: так как болельщики «Пизы» в основном левые, есть соперничество с почти всеми правыми болельщиками на футбольной сцене.

## Личные достижения игроков «Пизы»

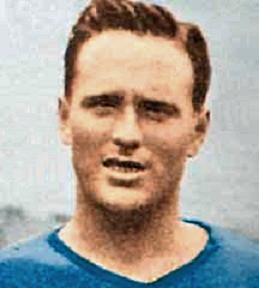
Серджо Бертони — 119 матчей и 41 гол в футболке Пизы

Серджио Бертони
- Олимпийские игры

Берлин 1936 — 1-е место
- Чемпионат мира

Франция 1938 — 1-е место
 Карло Бьяджи
- Олимпийские игры

Берлин 1936 — 1-е место
 Хенрик Ларсен
- Чемпионат Европы

Швеция 1992 — 1-е место
 Диего Симеоне
- Кубок Америки

Чили 1991 — 1-е место

## Достижения
Серия B
- Победитель: 1984/85
- Вице-чемпион: 1967/68, 1986/87, 1989/90

Кубок Митропы
- Обладатель: 1985/86, 1987/88

## Рекорды

### Кол-во игр за клуб
- 318  Фабрицио Баронтини (1960—1974)
- 315  Пьеро Гонфиантини (1966—1976)
- 288  Энцо Лони (1945—1956)
- 279  Лучано Николини (1946—1954)
- 231  Роберто Гаспаррони (1963—1972, 1974—1975)
- 227  Массимо Луперини (1969—1978)
- 220  Алессандро Маннини (1978—1987)
- 212  Эмилиано Никколини (1994—2005)
- 211  Антонио Бальдони (1969—1970, 1971—1978)
- 205  Марио Тонали (1934—1941)

### Кол-во голов за клуб
- 78  Энцо Лони (1945—1956)
- 71  Данило Сбрана (1919—1925)
- 64  Алессандро Дуэ (1930—1936)
- 49  Анджело Помпони (1933—1937)
- 44  Натале Фачченда (1937—1940, 1941—1943)
- 44  Джордж Барбана (1976—1980)
- 42  Серджо Бертони (1935—1938)
- 40  Микеле Маркони (2018—2021)
- 40  Энрико Рибечини (1956—1959)
- 40  Энрико Рибечини (1986—1991)

## Состав
Примечание: Флаги указываются, так как игрок может иметь более одного гражданства по правилам ФИФА.
| №  |            | Позиция | Игрок                             |
| -- | ---------- | ------- | --------------------------------- |
| 1  | Бразилия   | Вр      | Николас Андраде                   |
| 4  | Италия     | Защ     | Антонио Караччоло                 |
| 6  | Исландия   | Защ     | Йортюр Херманнссон                |
| 8  | Румыния    | ПЗ      | Мариус Марин (Капитан)            |
| 9  | Италия     | Нап     | Этторе Льиоцци                    |
| 10 | Венесуэла  | Нап     | Эрнесто Торрегросса               |
| 15 | Германия   | ПЗ      | Идрисса Туре                      |
| 16 | Венгрия    | ПЗ      | Адам Надь                         |
| 17 | Италия     | Нап     | Джузеппе Сибилли                  |
| 18 | Италия     | Нап     | Джузеппе Мастину                  |
| 19 | Португалия | Защ     | Томаш Эштевеш (в аренде из Порту) |
| 20 | Италия     | Защ     | Пьетро Беруатто                   |
| 21 | Италия     | ПЗ      | Эмануэле Дзуэлли                  |

| №  |          | Позиция | Игрок                                     |
| -- | -------- | ------- | ----------------------------------------- |
| 22 | Италия   | Вр      | Алессандро Ливьери                        |
| 25 | Италия   | ПЗ      | Марио Гарджило (в аренде из Модена)       |
| 26 | Италия   | Нап     | Гаэтано Мазуччи                           |
| 27 | Франция  | ПЗ      | Маттео Трамони                            |
| 30 | Италия   | ПЗ      | Алессандро Де Витис                       |
| 32 | Италия   | Нап     | Стефано Морео                             |
| 33 | Италия   | Защ     | Артуро Калабреси                          |
| 42 | Словения | ПЗ      | Миха Трдан                                |
| 43 | Словения | Защ     | Давид Бершняк                             |
| 44 | Румыния  | Защ     | Адриан Рус                                |
| 77 | Франция  | Нап     | Лисандру Трамони                          |
| 80 | Румыния  | ПЗ      | Олимпиу Моруцан (в аренде из Галатасарай) |
| 93 | Италия   | Защ     | Федерико Барба                            |

## Примечание
1. 1 2  Comunicato Ufficio Stampa Pisa Calcio - PISA CALCIO SPA - SITO UFFICIALE. web.archive.org (13 июля 2009). Дата обращения: 13 апреля 2023. Архивировано 13 июля 2009 года.
2. ↑  Serie B’s Pisa is latest Italian club to move into foreign ownership (англ.). Inside World Football (25 января 2021). Дата обращения: 13 апреля 2023. Архивировано 13 апреля 2023 года.
3. ↑  Il Pisa nell' era Gunther 'Tanti soldi per salire in A' - la Repubblica.it (итал.). Archivio - la Repubblica.it. Дата обращения: 13 апреля 2023. Архивировано 13 апреля 2023 года.
4. ↑  Francesco Del Vecchio "FDV". La maglia Hummel della Danimarca ai Mondiali 1986 e le sue eredi (итал.). Passione Maglie (21 марта 2014). Дата обращения: 13 апреля 2023. Архивировано 13 апреля 2023 года.
5. 1 2  Matteo Perri. Le tre maglie del Pisa 2012-2013 firmate Erreà (итал.). Passione Maglie (16 июля 2012). Дата обращения: 13 апреля 2023. Архивировано 13 апреля 2023 года.
6. ↑  Pisa Clacio. www.colours-of-football.com. Дата обращения: 13 июля 2023. Архивировано 13 июля 2023 года.
7. ↑  Pisa Kit History (англ.). Football Kit Archive. Дата обращения: 13 июля 2023. Архивировано 13 июля 2023 года.
8. ↑  Cux. Le maglie del Pisa 2011-2012 con la croce pisana grande protagonista (итал.). Passione Maglie (14 сентября 2011). Дата обращения: 13 апреля 2023. Архивировано 13 апреля 2023 года.
9. ↑  108 Anni Di Pisa : Svelata La Maglia Celebrativa - Il Pisa Siamo Noi (итал.). www.ilpisasiamonoi.it. Дата обращения: 13 апреля 2023. Архивировано 13 апреля 2023 года.
10. ↑  Pisa 1909, la presentazione della campagna abbonamenti e dell e nuove maglie - PISANEWS. web.archive.org (23 марта 2018). Дата обращения: 13 апреля 2023. Архивировано из оригинала 23 марта 2018 года.
11. ↑  tuttopisa.it. www.tuttopisa.it. Дата обращения: 13 апреля 2023. Архивировано 23 марта 2018 года.
12. ↑  Michele Bufalino. Torna il nome Sporting Club: nuovo logo del Pisa, tifosi chiamati a scegliere per scrivere la storia (итал.). SestaPorta.News Pisa (23 мая 2017). Дата обращения: 13 апреля 2023. Архивировано 13 апреля 2023 года.
13. ↑  Disponibile e scaricabile il bilancio di esercizio del Pisa Sporting Club. Дата обращения: 13 апреля 2023. Архивировано 2 августа 2018 года.
14. ↑  Michele Bufalino. I tifosi hanno scelto! Ecco il nuovo logo del Pisa! (итал.). SestaPorta.News Pisa (31 мая 2017). Дата обращения: 13 апреля 2023. Архивировано 13 апреля 2023 года.
15. ↑  Pisa Sporting Club, sempre e per sempre! - Pisa Sporting Club (итал.) (21 августа 2021). Дата обращения: 13 апреля 2023. Архивировано 13 апреля 2023 года.
16. ↑  Ahi Pisa, vituperio de le genti del bel paese là... - Memorabilia. web.archive.org (24 февраля 2015). Дата обращения: 13 апреля 2023. Архивировано из оригинала 24 февраля 2015 года.
17. ↑  Rock'n'Goal: Quando il calcio diventa musica - Tutto Pisa. web.archive.org (21 февраля 2015). Дата обращения: 13 апреля 2023. Архивировано 21 февраля 2015 года.
18. ↑  15 anni fa moriva Maurizio Alberti, Mau - | Pisa. web.archive.org (20 февраля 2015). Дата обращения: 13 апреля 2023. Архивировано 20 февраля 2015 года.
19. ↑  PISANELLASTORIA. www.pisanellastoria.it. Дата обращения: 13 апреля 2023. Архивировано 26 января 2023 года.
20. ↑  Da L'Aquila applausi e ringraziamenti alla Curva Nord "Maurizio Alberti" - Tutto Pisa. web.archive.org (23 февраля 2015). Дата обращения: 13 апреля 2023. Архивировано 23 февраля 2015 года.
21. ↑  "Cresci piccolo Burkinabè": ecco il resoconto della raccolta fondi - Tutto Pisa. web.archive.org (22 февраля 2015). Дата обращения: 13 апреля 2023. Архивировано 22 февраля 2015 года.
22. ↑  La prossima tifoseria avversaria: il Viareggio - Tutto Pisa. web.archive.org (2 апреля 2015). Дата обращения: 13 апреля 2023. Архивировано 2 апреля 2015 года.
23. 1 2  Inchiesta Calcio, la tifoseria degli ultras. Inchieste - la Repubblica. Дата обращения: 13 апреля 2023. Архивировано 26 января 2023 года.
24. ↑  stefano. A senso unico: Pisa – Carrarese, Lega Pro (итал.). Sport People (26 ноября 2014). Дата обращения: 13 апреля 2023. Архивировано 13 апреля 2023 года.
25. ↑  Le gare storiche dei nerazzurri: Pisa - Reggiana 1981-82 - Tutto Pisa. web.archive.org (24 февраля 2015). Дата обращения: 13 апреля 2023. Архивировано 24 февраля 2015 года.
26. ↑  PISA - GENOA: ROTTURA DEL GEMELLAGGIO (итал.). www.tifonet.it (10 мая 2004). Дата обращения: 13 апреля 2023. Архивировано 22 мая 2023 года.
27. 1 2  Eterne rivali | Radici. web.archive.org (2 апреля 2015). Дата обращения: 13 апреля 2023. Архивировано из оригинала 2 апреля 2015 года.
28. ↑  Grimaldi Filippo. Pisa Livorno, derby follia (итал.). archiviostorico.gazzetta.it. Дата обращения: 13 апреля 2023. Архивировано 6 января 2023 года.
29. ↑  la Repubblica/campionato: Ancora violenza sul calcio Pisa-Livorno sospesa. www.repubblica.it. Дата обращения: 13 апреля 2023. Архивировано 13 апреля 2023 года.
30. ↑  Speciale Romeo Anconetani. www.pisanellastoria.it. Дата обращения: 13 апреля 2023. Архивировано 29 сентября 2022 года.
31. ↑  Provincia unica? E' guerra tra Pisa e Livorno - Panorama. web.archive.org (17 апреля 2016). Дата обращения: 13 апреля 2023. Архивировано 17 апреля 2016 года.
32. ↑  Home (итал.). NEURALWORD. Дата обращения: 13 апреля 2023. Архивировано 13 апреля 2023 года.
33. ↑  Lo striscione degli ultras: "Renzi torna all'aeroporto di Barbie" - | Pisa. web.archive.org (2 апреля 2015). Дата обращения: 13 апреля 2023. Архивировано 2 апреля 2015 года.
34. ↑  Aeroporti, la fusione è cosa fatta: la Toscana può volare (итал.). Il Tirreno. Дата обращения: 13 апреля 2023. Архивировано 13 апреля 2023 года.
35. ↑  Pisa Fiorentina, derby di guerriglia. web.archive.org (2 апреля 2015). Дата обращения: 13 апреля 2023. Архивировано 2 апреля 2015 года.
36. ↑  Masso di 20 chili sul bus dei tifosi lucchesi Pisa, scontri per il derby di Coppa Italia Poi il lancio all'altezza di un sottopasso - Il Tirreno. web.archive.org (12 октября 2017). Дата обращения: 13 апреля 2023. Архивировано из оригинала 12 октября 2017 года.